# バージニア級原子力潜水艦
バージニア級原子力潜水艦（バージニアきゅうげんしりょくせんすいかん、Virginia class submarine）は、アメリカ海軍が現在調達中の攻撃型原子力潜水艦。
それまでアメリカ海軍の攻撃型原潜主力を務めてきたロサンゼルス級の後継艦として、高性能艦ながら高額なために3隻で建造が打ち切られたシーウルフ級のコストダウン型として開発された。

## 開発の経緯
冷戦末期アメリカ海軍は、主力攻撃型原潜であるロサンゼルス級の後継としてシーウルフ級を開発した。シーウルフ級はソ連海軍のアクラ型などに対抗すべく攻撃能力・静粛性・速力・潜航深度などすべての面において当時最高レベルの性能をもった潜水艦として開発されたが、その反面高価なものとなってしまった。さらに冷戦の終結による予算縮小もあり、建造は同型艦・準同型艦合わせて3隻で打ち切られた。
シーウルフ級は当初から高価であるため量産は不可能と考えられ、シーウルフ級より性能を若干落とし価格を下げた安価な潜水艦でロサンゼルス級を代替することが計画された。計画名はセンチュリオンと名付けられ、これがバージニア級の原点となる。センチュリオンは冷戦時にはそれほど注目されていなかったが、冷戦終結に伴う予算縮小が現実化するにつれ注目されることとなり、1992年には計画名がNSSN (New Attack Submarine) へ変更され本格的な開発が開始された。
NSSNは、静粛性はシーウルフ級並ながらロサンゼルス級より一回り小さい船体で、速力をはじめとした能力も若干低下させた潜水艦が予定されていた。だが、後に沿岸浅海域（littoral area）からの陸上攻撃能力を重視したアメリカ海軍の新戦略である「from the sea」に基づく陸上攻撃能力の向上やSEAL部隊輸送能力の付与などにより、最終的には静粛性はシーウルフ級並、その他の面はロサンゼルス級以上シーウルフ級以下の性能を持つ潜水艦となった。これにより価格は高騰してしまい、調達性が低下してしまった。

## コスト削減策
冷戦終結後に登場したバージニア級には、かつてほどの潤沢な予算を振り向けるわけにはいかなくなった。そこで、コスト削減に意が用いられることになった。
民生品転用
その例の1つが民生品転用（COTS: commercial off the shelf）で、純粋に軍用に開発されたのではない、一般に使用されている商用民生品を導入するというものである。民生品の中でもコンピューターのような電気製品では、軍用品に比べ安価で能力も良いが、信頼性や耐久性には欠けるため、兵器の一部として使用する場合は交換を容易にするなどの保守のための配慮が欠かせなくなる。
2017年9月には、バージニア級のコスト削減案の一つとして、後述の電子光学式潜望鏡の操作にマイクロソフト社製の民生用テレビゲーム機であるXbox 360のコントローラーを採用する計画がある事が報じられた。現在の潜望鏡制御システムのコストは約3.8万USドル(約400万円)であるが、XBOXのコントローラを採用することによりコストが約1,000分の1の30-40ドルになり、また大柄で扱いにくいという声がある現在の制御システムに比べて、直感的に操作出来る事で訓練期間の短縮も可能であるとされる。この制御システムは早ければSSN-788から導入される予定と伝えられている。
モジュール構造
バージニア級では、船体をパーツの交換が容易なモジュール構造とすることで、民生品の信頼性の低さを補っている。また、バージニア級は長期にわたっての建造が予定されており、その途中での装備変更も計画されているが、上記の様にモジュール構造を用いることで能力向上も比較的簡単に行うことができるとされている。
光ケーブルを使用した艦内LANにはオープン・アーキテクチャーを採用している。
原子炉の長寿命化
また、原子炉の核燃料棒の寿命は艦の寿命（33年とされる）と等しいものを採用した。いままでの原子力潜水艦ではおおむね10年ほどで核燃料棒の交換をしなければならず、そのつど艦体を切断しての大がかりな工事が必要であった。この交換工事はコストだけでなく長期間に及ぶため戦力不在を埋めるための代艦を確保しなければならず、これらがコスト上昇の大きな要因となっていた。
バージニア級も定期的にドック入りを伴う整備が不可欠であることに変わりはないが、特にコストの大きい核燃料棒交換工事の必要を事実上なくしたことによりコスト節減が期待されている。

## 特徴

### 船体構造

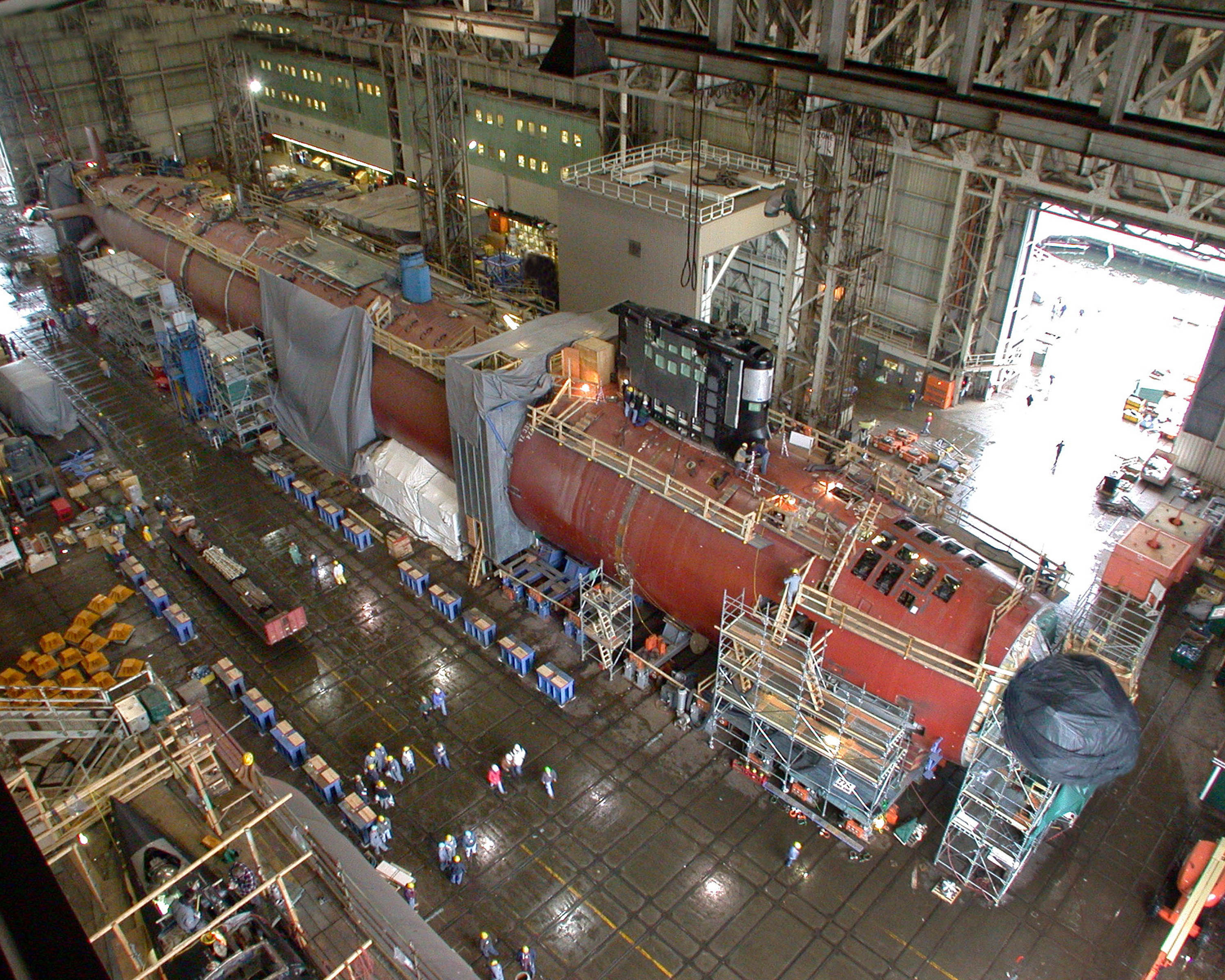
組み立て作業中のUSSバージニア

船体内部は前から順にソナー、トマホーク用垂直発射管、発令所、居住区、原子炉区画、機械室とロサンゼルス級後期型と基本的には変わっていない。船体をモジュラー構造とし、各区画ごとに独立した機能を組み込んだことで船体が長くなった。主要な鋼材にHY80高張力鋼を使用し、シーウルフ級のHY100より安価としたが最大潜航深度も610mから488mに落ちているとされる。
セイルはロサンゼルス級後期型やシーウルフ級と同じように潜望鏡や対水上レーダー、シュノーケルなどが装備されており、基部は整流用に整形されている。氷海での行動も考慮して、潜舵はセイルではなく船体前部に装備されている。潜望鏡は非船殻貫通型と呼ばれる新しい仕組みが採用されている。従来の光学的な潜望鏡と異なり船殻に穴を開けて潜望鏡を設置する必要がなくなるため、耐圧船殻の開口部を減らし、強度を増すことが出来る。
スクリュープロペラは静粛性に効果のあるシュラウドリング（一種のカバー）を取り付けており、プロペラ形状も変わったとも言われるが、形状が確認できる確かな情報源はない。シーウルフ級と比べて39ノットから34ノットに最大水中速力が落ちているとされる。船体はアクティブソナー対策としてソナー部分など一部をのぞき吸音タイルで覆われているが、これはロサンゼルス級以来行われているのと同様である。

### 兵装
バージニア級の兵装は533mm魚雷発射管×4門にトマホーク用VLS×12基で、ロサンゼルス級後期型と同様である。デコイ発射筒は再装填不可の14基と再装填可能な1基の合計15基がある。

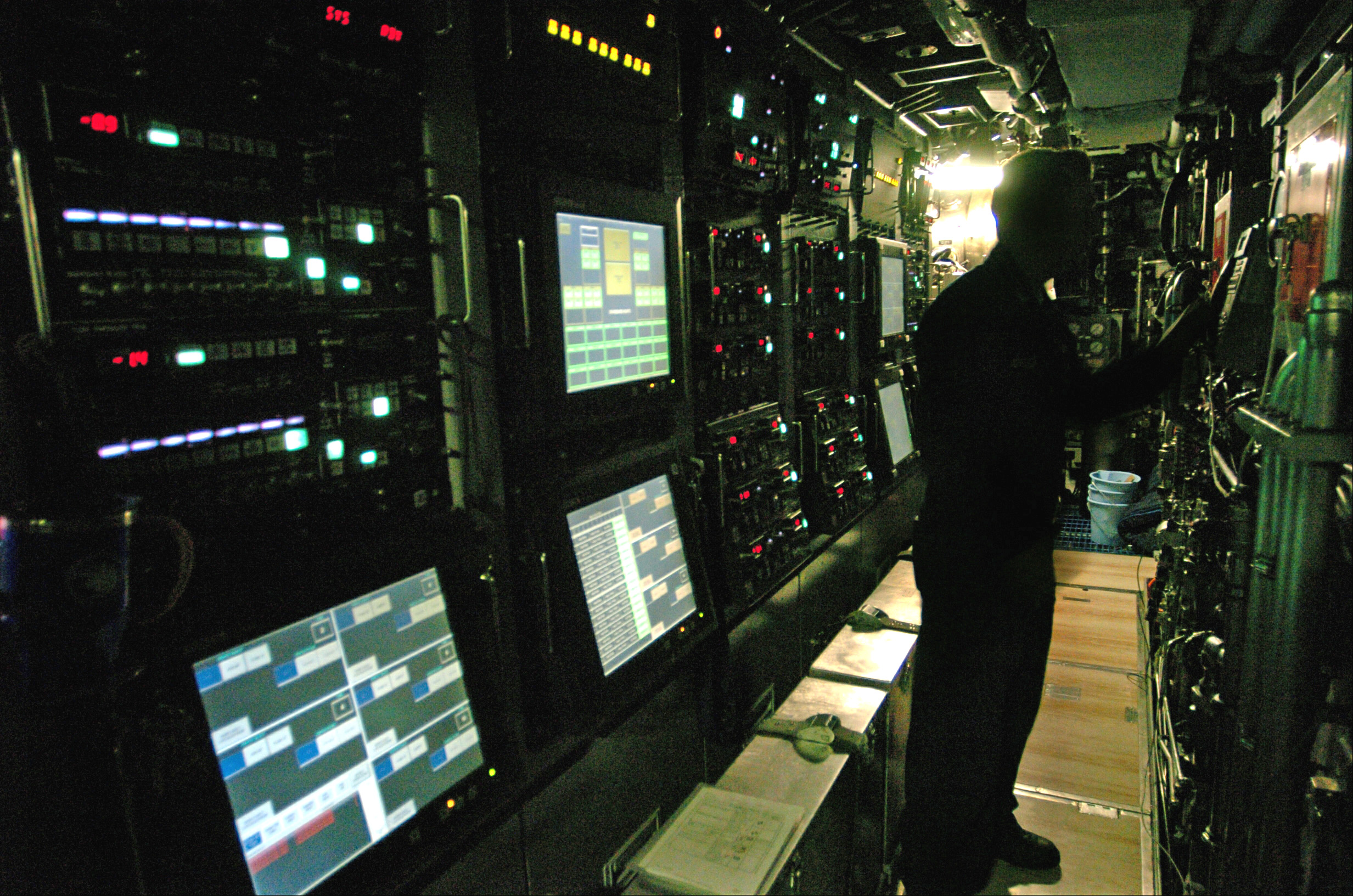
魚雷発射管室内の制御装置

魚雷
533mm魚雷発射管（Mk48用）×4門のための発射管室はセイル部がある発令所の下の階に位置する。魚雷・対艦ミサイルの搭載数は、魚雷発射管室内の弾庫に22発と発射管内に4発＋トマホーク潜水艦発射巡航ミサイル用VLS12発。これもロサンゼルス級後期型と同じで、シーウルフ級の660mm魚雷発射管8門、魚雷・ミサイル52発と比べると戦闘能力は下がっている。
なお、魚雷発射管は、従来と同様に機雷の使用も可能である。
VLS
トマホーク用の12基のVLSはセイル部と艦首ソナーの間に設置されている。これは改良型のタクティカル・トマホークが軽量化とコストダウンによって強度が低下し、魚雷発射管からの発射が出来なくなったためである。
2028年までに4隻のオハイオ級原子力巡航ミサイル潜水艦（SSGN）は全て退役予定である。そこで海軍は現在、2020年から建造が開始される2番目のバージニア級攻撃型原子力潜水艦 Block VであるUSSアリゾナ以降の艦にバージニア・ペイロード・モジュール（VPM）を組み込む予定である。バージニア級SSNは1隻辺り12発のトマホーク（TLAM）を搭載できるが、4本の大径発射筒をもつVPMを組込むことで40発になる。オハイオ級SSGNを新規に1隻建造するのと同程度のコストで、10隻のバージニア級SSNをVPM搭載へと改修可能である。
2024年度に調達を開始する2隻のうち片方は、このミサイル発射管を一部転用し海底戦用の装備を組み込む「改良バージニア級海中・海底戦」（Mod VA SSW：Modified VIRGINIA Class Subsea and Seabed Warfare）構成になる。この艦は現在海底戦任務に就いているシーウルフ級3番艦USSジミー・カーターの後継、または戦力増強のいずれかの目的で導入されるとみられている。

### センサー

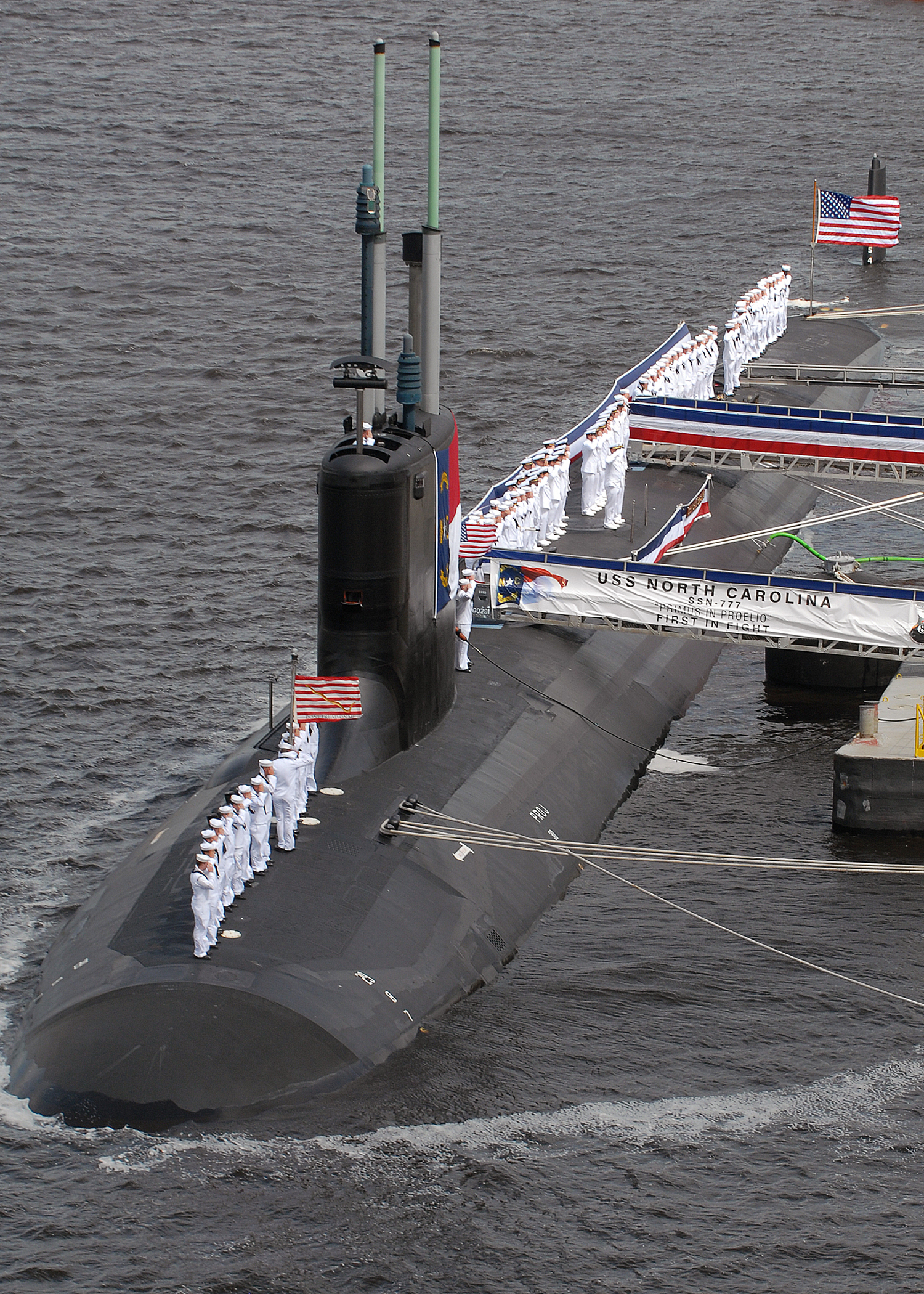

非船殻貫通型潜望鏡
従来型の光学式潜望鏡に代わって採用された新たな非船殻貫通型潜望鏡は、3種のテレビカメラで外部を撮影し、その信号を発令所のディスプレイに送信するというものである。
テレビカメラは可視光線域の高解像度カメラと光量増感式カメラ、赤外線カメラが2本のマスト先端に取付けられ、360度の視界が得られる。従来の光学式潜望鏡では、潜望鏡を覗ける1-2名だけが画像情報を得られたが、新型の電子光学式潜望鏡では昼夜を問わず大型ディスプレイによって艦内の必要な人員が同時に見る事が出来、録画や艦外への情報提供も可能となる。
マスト
セイル上部には合計8本のマストがあり、内2本は非船殻貫通型潜望鏡である。6本は航海用レーダー、電波逆探知用（ESM）、電波傍受用に使用されている。
ソナー
- 艦首ドーム内に球形ソナー（中周波のアクティブ/パッシブ）と艦首下部のチン・ソナー（高周波のアクティブ）
- 船体両側面の各3箇所に軽量広開口ソナー（中周波のパッシブ）BQG-5A。4番艦「ノースカロライナ」からはコンフォーマル音響速度ソナーに変更。
- ケーブル曳航式ソナーTB-16とTB29Aの2種
- セイル前面上部のソナー（高周波のアクティブ）

チン・ソナーとセイル・ソナーは主に前方の機雷の探知を行ない、他のソナーは船舶や潜水艦の探知に使用される。

### SEALs支援装備
バージニア級は開発当初からSEALsの活動を想定して設計された最初の艦である。魚雷室の搭載魚雷を減らすことで、空いた空間にSEALs潜水隊員用の居住コンパートメントを設置して最大40人程度のSEALs隊員を輸送することができる。
船体上部には、アクアラングを装備した最大9名のSEALsが水中で同時に出入りすることができるエアロック・チャンバーも備えている。セイル前方側面には艦外収納庫があり特殊部隊用の装備を格納できる。SEALs輸送用の小型潜水艇ASDS (Advanced SEAL Delivery System) の開発は中止されている。

## 比較表
|           |              | バージニア級        | バージニア級        | シーウルフ級        | シーウルフ級        | ロサンゼルス級      | ロサンゼルス級      | リプスコム          | ナーワル            |
| Block V - | Block I - IV | 準同型              | 1,2番艦             | フライトII/III      | フライトI           |                     |                     | リプスコム          | ナーワル            |
| --------- | ------------ | ------------------- | ------------------- | ------------------- | ------------------- | ------------------- | ------------------- | ------------------- | ------------------- |
| 船体      | 水上排水量   | 不明                | 不明                | 7,568 t             | 7,460 t             | 6,255 t - 6,330 t   | 6,080 t - 6,165 t   | 5,813 t             | 4,450 t             |
| 船体      | 水中排水量   | 10,400 t            | 7,800 t             | 12,139 t            | 9,150 t             | 7,102 t - 7,177 t   | 6,927 t - 7,012 t   | 6,480 t             | 5,350 t             |
| 船体      | 全長         | 140,4 m             | 114.8 m             | 138 m               | 107.6 m             | 109.73 m            | 109.73 m            | 111 m               | 95.91 m             |
| 船体      | 全幅         | 不明                | 10.4 m              | 12.2 m              | 12.2 m              | 10.1 m              | 10.1 m              | 9.8 m               | 11.46 m             |
| 船体      | 吃水         | 不明                | 9.3 m               | 10.9 m              | 10.67 m             | 9.75 m              | 9.8m                | 不明                | 8.8 m               |
| 主機      | 機関         | 原子炉+蒸気タービン | 原子炉+蒸気タービン | 原子炉+蒸気タービン | 原子炉+蒸気タービン | 原子炉+蒸気タービン | 原子炉+蒸気タービン | 原子炉+蒸気タービン | 原子炉+蒸気タービン |
| 主機      | 方式         | GT                  | GT                  | GT                  | GT                  | GT                  | GT                  | TE                  | GT                  |
| 主機      | 原子炉       | GE S9G              | GE S9G              | WEC S6W             | WEC S6W             | GE S6G              | GE S6G              | WEC S5W             | GE S5G              |
| 主機      | 出力         | 40,000 shp          | 40,000 shp          | 45,000 shp          | 45,000 shp          | 30,000 shp          | 30,000 shp          | 12,500 shp          | 17,000 shp          |
| 主機      | 水中速力     | 不明                | 推定34 kt           | 25 kt               | 35 kt               | 31 kt               | 31 kt               | 23 kt               | 25 kt               |
| 兵装      | 水雷         | 533mm魚雷発射管×4門 | 533mm魚雷発射管×4門 | 660mm魚雷発射管×8門 | 660mm魚雷発射管×8門 | 533mm魚雷発射管×4門 | 533mm魚雷発射管×4門 | 533mm魚雷発射管×4門 | 533mm魚雷発射管×4門 |
| 兵装      | ミサイル     | VLS×40セル          | VLS×12セル          | ―                   | ―                   | VLS×12セル          | ―                   | ―                   | ―                   |
| 同型艦数  | 同型艦数     | 推定38隻            | 28隻予定            | 1隻                 | 2隻                 | 31隻                | 31隻 （退役）       | 1隻 （退役）        | 1隻 （退役）        |

|          |            | スタージョン級      | スタージョン級      | タリビー             | スレッシャー級/ パーミット級 | ハリバット          | トライトン          | スキップジャック級  | スケート級          | シーウルフ          | ノーチラス          |
| 長船体型 | 短船体型   |                     |                     | タリビー             | スレッシャー級/ パーミット級 | ハリバット          | トライトン          | スキップジャック級  | スケート級          | シーウルフ          | ノーチラス          |
| -------- | ---------- | ------------------- | ------------------- | -------------------- | ---------------------------- | ------------------- | ------------------- | ------------------- | ------------------- | ------------------- | ------------------- |
| 船体     | 水上排水量 | 4,460 t             | 4,250 t             | 2,316 t              | 3,705 t                      | 3,655 t             | 5,800 t             | 3,070 t             | 2,550 t             | 3,260 t             | 2,980 t             |
| 船体     | 水中排水量 | 4,960 t             | 4,780 t             | 2,607 t              | 4,311 t                      | 5,000 t             | 7,900 t             | 3,500 t             | 2,848 t             | 4,110 t             | 3,520 t             |
| 船体     | 全長       | 92.1 m              | 89.1 m              | 83.2 m               | 84.9 m                       | 106.7 m             | 136.5 m             | 76.7 m              | 81.6 m              | 102.9 m             | 97.5 m              |
| 船体     | 全幅       | 9.7 m               | 9.7 m               | 7.2 m                | 9.7 m                        | 8.8 m               | 11.3 m              | 9.6 m               | 7.6 m               | 8.4 m               | 8.5 m               |
| 船体     | 吃水       | 9.1 m               | 7.4 m               | 6.4m                 | 7.7 m                        | 8.5 m               | 7.2 m               | 7.7 m               | 6.3 m               | 6.7 m               | 7.9 m               |
| 主機     | 機関       | 原子炉+蒸気タービン | 原子炉+蒸気タービン | 原子炉+蒸気タービン  | 原子炉+蒸気タービン          | 原子炉+蒸気タービン | 原子炉+蒸気タービン | 原子炉+蒸気タービン | 原子炉+蒸気タービン | 原子炉+蒸気タービン | 原子炉+蒸気タービン |
| 主機     | 方式       | GT                  | GT                  | TE                   | GT                           | GT                  | GT                  | GT                  | GT                  | GT                  | GT                  |
| 主機     | 原子炉     | WEC S5W             | WEC S5W             | CE S2C               | WEC S5W                      | WEC S3W             | GE S4G              | WEC S5W             | WEC S3W             | GE S2G              | WEC S2W             |
| 主機     | 出力       | 15,000 shp          | 15,000 shp          | 2,500shp             | 15,000 shp                   | 7,300 shp           | 45,000 shp          | 15,000 shp          | 6,600 shp           | 15,000 shp          | 15,000 shp          |
| 主機     | 水中速力   | 25 kt               | 25 kt               | 14.8 kt              | 28 kt                        | 20 kt以上           | 27 kt               | 29 kt               | 18 kt               | 19 kt               | 23.3 kt             |
| 兵装     | 水雷       | 533mm魚雷発射管×4門 | 533mm魚雷発射管×4門 | 533mm魚雷発射管×4門  | 533mm魚雷発射管×4門          | 533mm魚雷発射管×6門 | 533mm魚雷発射管×6門 | 533mm魚雷発射管×6門 | 533mm魚雷発射管×6門 | 533mm魚雷発射管×6門 | 533mm魚雷発射管×6門 |
| 兵装     | ミサイル   | ―                   | ―                   | レギュラス発射機×1基 | ―                            | ―                   | ―                   | ―                   | ―                   | ―                   | ―                   |
| 同型艦数 | 同型艦数   | 9隻 （退役）        | 28隻 （退役）       | 1隻 （退役）         | 14隻 （退役）                | 1隻 （退役）        | 1隻 （退役）        | 6隻 （退役）        | 4隻 （退役）        | 1隻 （退役）        | 1隻 （退役）        |

## 同型艦
2024年現在、バージニア級は調達中である。しばらくの間は年1隻ずつ、その後年2隻ずつ調達し、最終的に66隻程度が導入される予定である。
| ブロック | 艦番号  | 艦名                                              | 建造所 | 起工            | 進水            | 就役            | 母港                                        |
| -------- | ------- | ------------------------------------------------- | ------ | --------------- | --------------- | --------------- | ------------------------------------------- |
| I        | SSN-774 | バージニア USS Virginia                           | GDEB   | 2000年 9月2日   | 2003年 8月16日  | 2004年 10月23日 | コネチカット州 ニューロンドン海軍潜水艦基地 |
| I        | SSN-775 | テキサス USS Texas                                | NNS    | 2003年 7月12日  | 2006年 4月9日   | 2006年 9月9日   | ハワイ州 パールハーバー海軍基地             |
| I        | SSN-776 | ハワイ USS Hawaii                                 | GDEB   | 2004年 8月27日  | 2006年 6月17日  | 2007年 5月5日   | ハワイ州 パールハーバー海軍基地             |
| I        | SSN-777 | ノースカロライナ USS North Carolina               | NNS    | 2004年 5月22日  | 2007年 4月21日  | 2008年 5月3日   | ハワイ州 パールハーバー海軍基地             |
| II       | SSN-778 | ニューハンプシャー USS New Hampshire              | GDEB   | 2007年 4月30日  | 2008年 2月21日  | 2008年 10月25日 | コネチカット州 ニューロンドン海軍潜水艦基地 |
| II       | SSN-779 | ニューメキシコ USS New Mexico                     | NNS    | 2008年 4月12日  | 2009年 1月18日  | 2010年 3月27日  | コネチカット州 ニューロンドン海軍潜水艦基地 |
| II       | SSN-780 | ミズーリ USS Missouri                             | GDEB   | 2008年 9月27日  | 2009年 12月5日  | 2010年 7月31日  | コネチカット州 ニューロンドン海軍潜水艦基地 |
| II       | SSN-781 | カリフォルニア USS California                     | NNS    | 2009年 5月1日   | 2010年 11月14日 | 2011年 10月29日 | コネチカット州 ニューロンドン海軍潜水艦基地 |
| II       | SSN-782 | ミシシッピ USS Mississippi                        | GDEB   | 2010年 6月9日   | 2011年 10月13日 | 2012年 6月2日   | ハワイ州 パールハーバー海軍基地             |
| II       | SSN-783 | ミネソタ USS Minnesota                            | NNS    | 2011年 5月20日  | 2012年 11月3日  | 2013年 9月7日   | コネチカット州 ニューロンドン海軍潜水艦基地 |
| III      | SSN-784 | ノースダコタ USS North Dakota                     | GDEB   | 2012年 5月11日  | 2013年 9月15日  | 2014年 10月25日 | コネチカット州 ニューロンドン海軍潜水艦基地 |
| III      | SSN-785 | ジョン・ウォーナー USS John Warner                | NNS    | 2013年 3月16日  | 2014年 9月10日  | 2015年 8月1日   | バージニア州 ノーフォーク海軍基地           |
| III      | SSN-786 | イリノイ USS Illinois                             | GDEB   | 2014年 6月2日   | 2015年 10月10日 | 2016年 10月29日 | コネチカット州 ニューロンドン海軍潜水艦基地 |
| III      | SSN-787 | ワシントン USS Washington                         | NNS    | 2014年 11月22日 | 2016年 4月13日  | 2017年 10月7日  | バージニア州 ノーフォーク海軍基地           |
| III      | SSN-788 | コロラド USS Colorado                             | GDEB   | 2015年 3月7日   | 2016年 12月29日 | 2018年 3月17日  | コネチカット州 ニューロンドン海軍潜水艦基地 |
| III      | SSN-789 | インディアナ USS Indiana                          | NNS    | 2015年 5月16日  | 2017年 6月9日   | 2018年 9月29日  | コネチカット州 ニューロンドン海軍潜水艦基地 |
| III      | SSN-790 | サウスダコタ USS South Dakota                     | GDEB   | 2016年 4月4日   | 2017年 10月14日 | 2019年 2月2日   | コネチカット州 ニューロンドン海軍潜水艦基地 |
| III      | SSN-791 | デラウェア USS Delaware                           | NNS    | 2016年 4月30日  | 2018年 12月17日 | 2020年 4月4日   | コネチカット州 ニューロンドン海軍潜水艦基地 |
| IV       | SSN-792 | バーモント USS Vermont                            | GDEB   | 2017年 2月      | 2019年 3月29日  | 2020年 4月18日  | コネチカット州 ニューロンドン海軍潜水艦基地 |
| IV       | SSN-793 | オレゴン USS Oregon                               | GDEB   | 2017年 7月8日   | 2020年 6月25日  | 2022年 5月28日  | コネチカット州 ニューロンドン海軍潜水艦基地 |
| IV       | SSN-794 | モンタナ USS Montana                              | NNS    | 2018年 5月16日  | 2021年 2月8日   | 2022年 6月25日  | バージニア州 ノーフォーク海軍基地           |
| IV       | SSN-795 | ハイマン・G・リッコーヴァー USS Hyman G. Rickover | GDEB   | 2018年 5月11日  | 2021年 8月26日  | 2023年 10月14日 | コネチカット州 ニューロンドン海軍潜水艦基地 |
| IV       | SSN-796 | ニュージャージー USS New Jersey                   | NNS    | 2019年 3月25日  | 2022年 4月14日  | 2024年 9月14日  | バージニア州 ノーフォーク海軍基地           |
| IV       | SSN-797 | アイオワ USS Iowa                                 | GDEB   | 2019年 8月20日  | 2023年 8月19日  | 2025年 4月5日   | コネチカット州 ニューロンドン海軍潜水艦基地 |
| IV       | SSN-798 | マサチューセッツ USS Massachusetts                | NNS    | 2020年 12月11日 | 2024年 2月23日  |                 |                                             |
| IV       | SSN-799 | アイダホ USS Idaho                                | GDEB   | 2020年 8月24日  | 2024年 8月6日   |                 |                                             |
| IV       | SSN-800 | アーカンソー USS Arkansas                         | NNS    | 2022年 11月19日 | 2025年 7月2日   |                 |                                             |
| IV       | SSN-801 | ユタ USS Utah                                     | GDEB   | 2021年 9月1日   |                 |                 |                                             |
| V        | SSN-802 | オクラホマ USS Oklahoma                           | NNS    | 2023年 8月2日   |                 |                 |                                             |
| V        | SSN-803 | アリゾナ USS Arizona                              | GDEB   | 2022年 12月7日  |                 |                 |                                             |
| V        | SSN-804 | バーブ USS Barb                                   | NNS    |                 |                 |                 |                                             |
| V        | SSN-805 | タング USS Tang                                   | GDEB   | 2023年 8月17日  |                 |                 |                                             |
| V        | SSN-806 | ワフー USS Wahoo                                  | NNS    |                 |                 |                 |                                             |
| V        | SSN-807 | シルヴァーサイズ USS Silversides                  | NNS    |                 |                 |                 |                                             |
| V        | SSN-808 | ジョン・H・ドルトン USS John H. Dalton            | GDEB   |                 |                 |                 |                                             |
| V        | SSN-809 | ロングアイランド USS Long Island                  | NNS    |                 |                 |                 |                                             |
| V        | SSN-810 | サンフランシスコ USS San Francisco                | GDEB   |                 |                 |                 |                                             |
| V        | SSN-811 | マイアミ USS Miami                                | NNS    |                 |                 |                 |                                             |
| V        | SSN-812 | ボルチモア USS Baltimore                          | GDEB   |                 |                 |                 |                                             |
| V        | SSN-813 | アトランタ USS Atlanta                            | GDEB   |                 |                 |                 |                                             |
| VI       | SSN-814 | ポトマック USS Potomac                            |        |                 |                 |                 |                                             |
| VI       | SSN-815 | ノーフォーク USS Norfolk                          |        |                 |                 |                 |                                             |
| VI       | SSN-816 | ブルックリン USS Brooklyn                         |        |                 |                 |                 |                                             |

### オーストラリアのバージニア級導入に向けた動き
2023年3月9日、オーストラリアがアメリカ・イギリスとの安全保障枠組み「AUKUS」の一環として、2030年代に最大5隻のバージニア級を購入する方針であると、ロイター通信が4人の米関係筋の情報として報道した。共同通信によるとインド太平洋で海洋進出を強める中国に対抗する狙いがあるとされ、2030年代前半に3隻のバージニア級を購入するとともに、更に2隻追加購入することも検討している。
2023年3月13日、アメリカのジョー・バイデン大統領、イギリスのリシ・スナク首相、オーストラリアのアンソニー・アルバニージー首相はカリフォルニア州のサンディエゴ海軍基地で会談し、オーストラリアの原子力潜水艦取得に向けた3段階の工程表を発表した。その中で、第2段階として2030年代前半にオーストラリアがバージニア級を3隻購入し、同時に必要に応じて2隻を追加購入することが発表された。
2023年11月16日、アメリカ海軍でAUKUSプログラムを担当するリンカーン･ライフステック大佐は14日「オーストラリアの兵士だけでなく造船産業界の労働者にも原潜に慣れ親しんでもらおうと取り組んでおり、2030年代初頭までにオーストラリアの原潜受け入れ準備が整う予定で、2032年と2035年にバージニア級原潜のブロックIVを、2038年にブロックVIIを売却することになる。さらに2030年代後半にイギリスで建造されたAUKUS原潜が引き渡され、2040年代前半頃にオーストラリアで建造されたAUKUS原潜を受け取るだろう」と発表した。

## 登場作品

### 映画
『ハンターキラー 潜航せよ』
映画公開の時点で建造中であるUSSアーカンソーが主人公の乗艦として登場。実際には開発が中止になったASDSを搭載して作戦に投入される。

### 漫画
『空母いぶき』
尖閣諸島攻略戦を外部から黙視していた艦が中国人民解放軍海軍の「遠征103」の轟沈を確認している。

### アニメ
『ゴジラ S.P ＜シンギュラポイント＞』
『バイオハザード: インフィニット ダークネス』
第2話に一部改良を施した同型艦が登場。主人公のレオンら合衆国エージェントを上海市に潜入させるため、潜航艇を乗せてグアムの海軍基地から出航する。しかし中国領海内に入った後、艦内でバイオテロが発生して大勢の乗組員らが死亡。さらに自爆プログラムが作動し、レオンらが潜航艇で脱出した後、爆沈した。
『魔法科高校の劣等生 星を呼ぶ少女』
「ニューメキシコ」が登場。時代設定が2096年であり外観も装備も一新している。主な改装点は、全長が300mに拡大され垂直離着陸機の運用能力が付与されている。